# CSI: Miami
CSI: Miami [ˈsiːesˌaɪ maɪˈæmɪ] ist eine US-amerikanische Krimiserie, die von 2002 bis 2012 von CBS Television Studios und Alliance Atlantis in Zusammenarbeit mit Jerry Bruckheimer Television für den Sender CBS produziert wurde. In Deutschland wird die Serie von RTL, VOX, RTLnitro sowie über 13th Street und RTL Crime, in Österreich von ORF 1 und Puls 4 sowie in der Schweiz von SRF zwei im Zweikanalton ausgestrahlt. Die Serie ist der erste von vier Ablegern der Serie CSI: Den Tätern auf der Spur.
Im Mai 2012 gab CBS die Absetzung der Serie nach zehn Staffeln und insgesamt 232 Episoden bekannt.
In der werberelevanten Zielgruppe von Deutschland war CSI: Miami im Jahr 2012 die meistgesehene Fernsehserie, noch vor Navy CIS.

## Handlung
Leiter der Crime Scene Investigation in Miami ist der Bombenexperte Horatio Caine, dem sein fotografisches Gedächtnis bei seiner Arbeit eine große Hilfe ist. An seiner Seite ermitteln die Ballistikerin Calleigh Duquesne, Gerichtsmedizinerin Alexx Woods, der Kriminalist Tim Speedle, der sich in Miami auskennt wie kein anderer und der Tauchexperte Eric Delko, der sich in den Wasserwegen Floridas bestens auskennt. Diese fünf Ermittler decken mit modernsten Methoden Verbrechen auf, da ihnen nichts verborgen bleibt.

## Konzept
Ausgangspunkt einer Folge ist meistens ein Todesfall oder ein Attentat, dem oftmals ein weiteres Verbrechen folgt. CSI: Miami basiert, wie auch die andern CSI-Serien, auf dem Whodunit-Prinzip (Täter unbekannt), wobei die Gentechnik den Kriminalisten eine große Hilfe ist.

### Visuelle Stilmittel
Ein Stilmittel der CSI-Serien ist die visuelle Umsetzung der Spuren- und Beweissicherung bis ins kleinste Detail. Ein visueller Effekt ist z. B. die Darstellung einer Kugel, die in Zeitlupe durch den Raum fliegt, oder des Verhaltens menschlichen Gewebes auf Zellebene unter bestimmten Bedingungen.
Weiterhin weist die Serie eine ungewöhnlich hohe Farbsättigung auf – insbesondere bei den Panoramaaufnahmen von den Stränden und Landschaften Floridas, die zwischen den einzelnen Szenen der Handlung gezeigt werden. Dadurch wird ein warmer Grundton (vor allem durch sattes Grün und Gelb/Orange) erzeugt, der das Klima von Florida widerspiegelt.

## Besetzung und Synchronisation
| Rolle                              | Schauspieler        | Bild                | Synchronsprecher                                 | Hauptrolle (Episoden) | Nebenrolle (Episoden)      |
| ---------------------------------- | ------------------- | ------------------- | ------------------------------------------------ | --------------------- | -------------------------- |
| Lt. Horatio Caine                  | David Caruso        | David Caruso        | Lutz Mackensy                                    | 1.01–10.19            |                            |
| Det. Calleigh Duquesne             | Emily Procter       | Emily Procter       | Melanie Pukaß                                    | 1.01–10.19            |                            |
| Det. Eric „Delko“ Delektorsky      | Adam Rodriguez      | Adam Rodriguez      | Florian Halm                                     | 1.01–8.05 9.01–10.19  | 8.11, 8.14, 8.16 8.20–8.24 |
| Lt. Megan Donner                   | Kim Delaney         | Kim Delaney         | Heidrun Bartholomäus                             | 1.01–1.10             |                            |
| Det. Timothy „Tim“ „Speed“ Speedle | Rory Cochrane       | Rory Cochrane       | Simon Jäger                                      | 1.01–3.01             | 6.04                       |
| Dr. Alexx Woods                    | Khandi Alexander    | Khandi Alexander    | Viola Sauer                                      | 1.01–6.19             | 7.14, 8.01, 8.05           |
| Det. Yelina Salas                  | Sofia Milos         | Sophia Milos        | Marina Krogull                                   | 3.01–3.24             | 1.17–2.24 5.01–7.25        |
| Det. Ryan Wolfe                    | Jonathan Togo       |                     | Norman Matt                                      | 3.06–10.19            | 3.03–3.05                  |
| Det. Sgt. Francis „Frank“ Tripp    | Rex Linn            |                     | Helmut Gauß                                      | 5.01–10.19            | 1.16–4.25                  |
| Officer Natalia Boa Vista          | Eva LaRue           | Eva LaRue           | Bettina Weiß                                     | 5.01–10.19            | 4.01–4.25                  |
| Dr. Tara Price                     | Megalyn Echikunwoke | Megalyn Echikunwoke | Victoria Sturm                                   | 7.05–7.24             | 7.02–7.04                  |
| Officer Jesse Cardoza              | Eddie Cibrian       | Eddie Cibrian       | Nicolas Böll                                     | 8.01–8.24             | 9.01                       |
| Officer Walter Simmons             | Omar Benson Miller  | Omar Benson Miller  | Tim Sander                                       | 8.06–10.19            | 8.03–8.05                  |
| DNA-Technikerin Maxine Valera      | Boti Bliss          | Boti Bliss          | Viktoria Voigt (bis 4.25) Maria Sumner (ab 5.01) |                       | 2.01–8.11                  |
| Dan Cooper                         | Brendan Fehr        | Brendan Fehr        | Kim Hasper                                       |                       | 4.01–6.16                  |
| Kyle Harmon                        | Evan Ellingson      |                     | Ricardo Richter                                  |                       | 6.01–8.18                  |
| Dr. Tom Loman                      | Christian Clemenson |                     | Gerald Schaale                                   |                       | 8.03–10.19                 |

### Gastauftritte
- Aaron Paul
- Kevin Rahm
- Michael T. Weiss
- Mike Erwin
- Alana de la Garza
- Steven R. McQueen
- Jeremy Sumpter
- Samaire Armstrong
- Robert Hoffman
- Lauren Holly
- Seth Adkins
- Grant Gustin
- Don Creech
- Kevin Kilner
- Erik King
- Tim Russ
- Bernard White
- Al White
- AnnaLynne McCord
- Paul Wesley
- Ben Browder
- Alan Ruck
- Wanda de Jesus
- Gary Sinise
- Melina Kanakaredes
- Carmine Giovinazzo
- Vanessa Ferlito
- Hill Harper
- Channing Tatum
- Eddie Cahill
- Jeff Corwin
- Tamara Taylor
- Xzibit
- Joshua Leonard
- Tony Hawk
- Pau Gasol
- Laurence Fishburne
- Robert Knepper
- Jeffrey Donovan
- Zac Efron
- Roger Bart
- David Anders
- Eric Roberts
- Joel West
- Timothy Omundson
- Bo Derek
- Claire Coffee
- Rob Estes
- Johnny Whitworth
- Katherine Moennig
- Elizabeth Berkley
- Kim Coates
- Michael Shanks
- Sean Combs
- Tia Carrere
- Matthew Lawrence
- Victor Webster
- Kelly Rowan
- William Forsythe
- Anthony Michael Hall
- Ian Somerhalder
- Emilie de Ravin
- Joe Flanigan
- Jake Abel
- Michael Madsen
- Malcolm McDowell
- Michael Trevino
- Kendall Schmidt
- Chris Pine
- Blair Brown
- Lance Reddick
- Leighton Meester
- Lucy Hale
- Ashley Benson
- Brian Krause
- Sheri Moon Zombie
- John Heard
- Brian Austin Green
- Bridgette Wilson
- Peta Wilson
- Kristy Swanson
- Jennifer Grey
- Billy Gibbons
- Dean Cain
- Booboo Stewart
- Austin Butler
- Tim DeKay
- Naya Rivera
- Colton Haynes
- Stana Katić
- Jessica Szohr
- Kerr Smith
- Joe Penny
- Erin Sanders
- Sasha Pieterse
- Kate Mara
- Amber Tamblyn
- Malese Jow
- Klaus-Maria Brandauer
- Jon Bernthal
- Lucy Lawless
- Justin Bieber
- Toby Hemingway
- Giancarlo Esposito
- Jordan Hinson
- Cirroc Lofton
- Tyler Hoechlin
- Cheryl Ladd
- Dakota Fanning
- Callum Keith Rennie
- Raquel Welch
- Cristián de la Fuente
- Idris Elba

## Ausstrahlung

### Deutschland
Die synchronisierte Fassung von CSI: Miami startete in Deutschland am 9. Januar 2004 auf VOX. Die erste Folge sahen 1,8 Millionen Zuschauer. Seit 2005 sendet RTL die Serie. Aufgrund der Sendezeit um 20.15 Uhr sind diese Ausstrahlungen in jenen Fällen zensiert, in denen die entsprechende Episode eine Freigabe ab 16 Jahren erhalten hat.
Aufgrund des CSI-3-Teilers wurde die 7. Folge der 8. Staffel bei RTL vorerst ausgelassen. Diese wurde am 23. November 2010 zusammen mit den anderen CSI-Teilen ausgestrahlt. Alle drei Folgen erreichten überdurchschnittliche Einschaltquoten von mehr als 6 Millionen Zuschauern.
| Staffel | Episoden | Sendezeitraum                           | Einschaltquoten | Einschaltquoten | Sendeplatz          | Sender |
| Staffel | Episoden | Sendezeitraum                           | der 14 bis 49   | Gesamt          | Sendeplatz          | Sender |
| ------- | -------- | --------------------------------------- | --------------- | --------------- | ------------------- | ------ |
| 1       | 24       | Januar 2004 bis Juli 2004               | ø 10,2 %        | ø 6,4 %         | Montags 20:15 Uhr   | VOX    |
| 2       | 14       | Januar 2005 bis April 2005              | ø 15,1 %        | ø 8,8 %         | Montags 20:15 Uhr   | VOX    |
| 2       | 10       | April 2005 bis Mai 2005                 | ø 22,6 %        | ø 15,7 %        | Dienstags 20:15 Uhr | RTL    |
| 3       | 14       | September 2005 bis Dezember 2005        | ø 25,8 %        | ø 17,9 %        | Dienstags 20:15 Uhr | RTL    |
| 3       | 10       | März 2006 bis Mai 2006                  | ø 28,5 %        | ø 18,5 %        | Dienstags 20:15 Uhr | RTL    |
| 4       | 12       | September 2006 bis Dezember 2006        | ø 24,3 %        | ø 16,7 %        | Dienstags 20:15 Uhr | RTL    |
| 4       | 13       | März 2007 bis Juni 2007                 | ø 25,3 %        | ø 17,1 %        | Dienstags 20:15 Uhr | RTL    |
| 5       | 15       | September 2007 bis Dezember 2007        | ø 27,4 %        | ø 16,2 %        | Dienstags 20:15 Uhr | RTL    |
| 5       | 9        | März 2008 bis April 2008                | ø 26,7 %        | ø 16,6 %        | Dienstags 20:15 Uhr | RTL    |
| 6       | 16       | August 2008 bis Dezember 2008           | ø 26,4 %        | ø 16,4 %        | Dienstags 20:15 Uhr | RTL    |
| 6       | 5        | März 2009                               | ø 26,5 %        | ø 16,7 %        | Dienstags 20:15 Uhr | RTL    |
| 7       | 3        | April 2009                              | ø 26,6 %        | ø 16,8 %        | Dienstags 20:15 Uhr | RTL    |
| 7       | 12       | September 2009 bis November 2009        | ø 24,7 %        | ø 15,9 %        | Dienstags 20:15 Uhr | RTL    |
| 7       | 12       | März 2010 bis Mai 2010                  | ø 24,6 %        | ø 16,1 %        | Dienstags 20:15 Uhr | RTL    |
| 8       | 13       | 14. September 2010 bis 7. Dezember 2010 | ø 21,5 %        | ø 14,6 %        | Dienstags 20:15 Uhr | RTL    |
| 8       | 11       | 8. März 2011 bis 17. Mai 2011           | ø 21,3 %        | ø 14,6 %        | Dienstags 20:15 Uhr | RTL    |
| 9       | 22       | 13. September 2011 bis 8. Mai 2012      | ø 18,5 %        | ø 13,3 %        | Dienstags 20:15 Uhr | RTL    |
| 10      | 19       | 28. August 2012 bis 18. Dezember 2012   | ø 17,6 %        | ø 12,6 %        | Dienstags 20:15 Uhr | RTL    |

### Österreich
ORF eins startete die Ausstrahlung von CSI: Miami am 19. April 2004 im Hauptabendprogramm. Ab 3. September 2007 wurden die 24 Folgen der fünften Staffel immer montags gezeigt, von 8. September 2008 bis 8. Dezember 2008 waren die ersten 16 Folgen der sechsten Staffel zu sehen. Ab 2. März 2009 setzte der ORF die Ausstrahlung der sechsten Staffel fort, ab dem 6. April strahlte man die siebte Staffel aus, eine Unterbrechung fand nach der dritten Folge statt. Die Staffel wurde am 31. August 2009 fortgesetzt. Nach der Ausstrahlung der 15. Folge der Staffel am 16. November 2009, gab es eine Pause. Vom 8. März bis zum 10. Mai 2010 wurden die restlichen Folgen der siebten Staffel ausgestrahlt. Vom 9. September bis zum 2. Dezember 2010 wurden die ersten dreizehn Folgen der achten Staffel ausgestrahlt. Vom 3. bis zum 24. März 2011 wurden vier weitere Folgen ausgestrahlt. Vom 26. Juni bis zum 14. August 2011 wurden die restlichen Folgen der achten Staffel ausgestrahlt. Die neunte Staffel begann am 11. September 2011 und endete am 4. Dezember 2011 mit der 13. Folge. Die restlichen Folgen wurden vom 5. März bis zum 4. Juni 2012 ausgestrahlt. Vom 26. August bis zum 16. Dezember 2012 wurde die letzte Staffel ausgestrahlt.

### Schweiz
In der Schweiz wurde die Serie ab 2005 von SRF 1 gezeigt. Seit 2006 strahlt sie der Schwestersender SRF zwei aus.
Vom 4. September 2008 bis 13. Oktober 2008 sowie vom 17. November 2008 bis 1. Dezember 2008 zeigte SRF zwei die 6. Staffel CSI: Miami.
Und im Zeitraum vom 15. Mai 2009 bis 5. Februar 2010 zeigte SRF zwei mit Unterbrechungen, bedingt durch Sportübertragungen, die komplette 7. Staffel. SRF zwei strahlte die 8. Staffel seit dem 15. September 2010 aus. Am 2. März 2011 wurde das Finale der achten Staffel ausgestrahlt. Am 3. Oktober 2011 begann die neunte Staffel und endete am 9. Januar 2012 mit der 13. Folge. Vom 19. August bis zum 15. Oktober 2013 wurden die restlichen Folgen der neunten Staffel ausgestrahlt. Am gleichen Tag des Staffelfinales der neunten Staffel begann die Ausstrahlung der letzten Staffel und am 17. Dezember 2013 wurde das Finale der Fernsehserie um 1.05 Uhr ausgestrahlt.

## DVD-Veröffentlichung
Am 5. März 2010 erschienen die Staffeln 1–6 als Komplettstaffeln im Verleih der Universum Film GmbH. Diese kombinieren in jeder Box sämtliche Inhalte, die zuvor in den Halbstaffeln enthalten waren in einem neuen Design und in neuer Verpackung. Jede Komplettstaffel enthält damit sechs Discs mit allen Folgen einer Staffel und dem Bonusmaterial. Die früheren Halbstaffeln werden nicht mehr nachproduziert und laufen damit in Kürze aus. Von den aktuellen Staffeln wird es weiterhin Halbstaffeln geben.
Die Halbstaffel 7.1 erschien am 15. Januar 2010 und Staffel 7.2 am 11. Juni 2010. Am 26. November 2010 ist die 7. Staffel als Komplettbox in Deutschland erschienen. Am 25. Februar 2011 ist die Staffel 8.1 erschienen. Am 17. Juni 2011 wurde die Staffel 8.2 veröffentlicht. Am 18. November 2011 ist die 8. Staffel als Komplettbox erschienen. Die Halbstaffel 9.1 mit den Folgen 1–11 der neunten Staffel wurde am 3. Februar 2012 in Deutschland veröffentlicht. Die andere Halbstaffel 9.2 wurde am 8. Juni 2012 veröffentlicht. Eine Komplettbox der 9. Staffel erschien am 26. Oktober 2012. Die Halbstaffel 10.1 erschien am 25. Januar 2013. Der zweite Teil der 10. Staffel erschien am 7. Juni 2013. Und am 25. Oktober 2013 erschien die 10. Staffel wiederum als Komplettbox.

## Außergewöhnliche Episoden
- Es gibt eine Folge vor dem eigentlichen Pilotfilm (Backdoor-Pilot): Die Folge Tod in Miami gehört zur zweiten Staffel der Serie CSI: Den Tätern auf der Spur.
- Nach dem Hintertür-Serienstart der Serie CSI: NY in der zweiten Staffel CSI: Miami kommt es in der vierten Staffel zu einem erneuten Aufeinandertreffen zwischen Horatio Caine und Mac Taylor des New Yorker CSI-Teams. Das Crossover der beiden Serien startet in Miami mit der Folge Blutspur und endet in der CSI: NY-Folge Treibjagd (2.07).
- In der dritten Staffel gibt es zwei Folgen mit 63-minütiger Überlänge: Die Todeswelle, in der Miami durch einen Tsunami bedroht wird und In Flammen, wo ein Serienmörder auf der Flucht vor der Polizei ist. Bei der zweiten und dritten Ausstrahlung der Folge Die Todeswelle (im Februar 2007 und Juni 2010) auf RTL wurde durch Herausschneiden eines Handlungsstranges, der für das Gesamtverständnis nicht notwendig war, die Folge auf die Länge einer üblichen Episode (ca. 42 Minuten) gekürzt. Der Pay-TV-Sender RTL Crime und das Video-on-Demand-Angebot von RTL, RTLnow.de, zeigen die Episode jedoch in der ungekürzten Fassung.
- Die erste Episode der 5. Staffel spielt in Rio de Janeiro, Brasilien. Dort machen Horatio und Eric Jagd auf den Mann, der den Mord an Marisol befohlen hat. Horatio trifft dort auf Yelina, seinen Bruder und seinen Neffen.
- In Folge 9 der 4. Staffel (Spiel mit uns) weist das fiktive Computerspiel große Ähnlichkeiten mit dem realen Computerspiel Grand Theft Auto: San Andreas auf. Deutlich erkennbar: Die typischen Handfeuerwaffen, Halstücher über dem halben Gesicht als Gangstermaske, typische Fahrzeuge und typische Spielweise. Beim Auspacken des Spiels kann man das fiktive Cover sehen, welches genauso aufgebaut ist wie das Cover von GTA: San Andreas. Einen ähnlichen Plot gab es bereits in dem Film New Police Story mit Jackie Chan.
- Folge 8.07 (Eine Reise in die Angst – Teil 1 (Bone Voyage (1))) ist eine von drei Crossover-Episoden mit CSI: NY (6.07, Reise in den Abgrund – Teil 2 (Hammer Down (2))) und CSI: Den Tätern auf der Spur (10.07, Reise an das Ende der Moral – Teil 3 (The Lost Girls (3))). Diese 3 Folgen wurden alle auf RTL und auf dem ORF eins am 23. November 2010 ausgestrahlt.

## Fakten
- Es handelt sich um den ersten Ableger von CSI: Den Tätern auf der Spur.[3]
- CSI: Miami wird in über 36 Ländern ausgestrahlt.
- Mit durchschnittlich über 16 Millionen Zuschauern ist CSI: Miami die meistgesehene Montagabend-Sendung in den USA und damit auch eine der meistgesehenen Sendungen in Nordamerika.
- Die Abkürzung „CSI“ steht für „Crime Scene Investigation“ (Tatortuntersuchung).
- Die Sendung wird in den USA (Drehorte sind überwiegend in Los Angeles und Miami-Dade County/South Florida) produziert. Wie alle anderen CSI-Serien wird CSI: Miami vorwiegend in einer ehemaligen Lagerhalle in El Segundo (südlich des Flughafens Los Angeles) gedreht. Die Außenaufnahmen werden meist in Long Beach, gedreht, da es dort ähnlich aussieht wie in Miami. Sie sind für jede Staffel auf nur wenige Tage limitiert.
- Lt. Horatio Caine ist benannt nach Horatio Alger, einem US-amerikanischen Schriftsteller.
- Die Kampfansage oder „Das Versprechen des Helden“: Die Szene vor dem Vorspann nahezu jeder Folge endet mit der so genannten „Kampfansage“, wie sich Ann Donahue einmal ausdrückte. Meistens ist es Horatio Caine, der den letzten Satz sagt, bevor der Serienvorspann läuft. Während es sich bei der original „CSI“-Serie hierbei meistens eine schwarzhumorige, bisweilen zynische Anmerkung zum Verbrechen, der Todesart des Opfers oder der Umstände des Auffindens handelt, ist es bei CSI: Miami das Versprechen, den Täter zur Strecke zu bringen. Es sind Kampfansagen wie „Ricky, der Mann (Täter) hat offenbar keine Ahnung von unserer Arbeit. Ich verspreche Ihnen, das kommt noch!“ (zum Opfer einer Schießerei), „Ja, das kann sein. Aber das hier, das war Mord.“ (als Antwort, ob der Todesfall ein Unfall gewesen sein könnte) oder „Unser Mister Bremen hatte ein Rendezvous mit dem Tod.“ (über einen Tatort, an dem sich vermutlich eine Frau aufgehalten hat). In einer anderen Folge: „Wer einen von uns angreift, greift uns alle an!“ (über einen Tatort, bei dem ein Polizist erschossen wurde).
- Die deutsche Synchronstimme von Ryan Wolfe war schon in einer Folge der 2. Staffel zu hören: In Die Todesbar wurde der Rechtsanwalt Aaron Schecter mit der Stimme synchronisiert, die ab der 3. Staffel regelmäßig zu hören ist. Auch Special Agent Anthony DiNozzo aus der Serie Navy CIS wird von Norman Matt synchronisiert.
- Calleigh Duquesne und Eric Delko haben bei ihrem ersten Auftritt in der CSI-Folge Tod in Miami eine andere Synchronstimme als in den CSI-Miami-Staffeln, Tim Speedle spricht mit Delkos späterer Synchronstimme.
- Von der britischen Rockband The Who stammen die Titelmusiken der CSI-Serien, im Fall von CSI: Miami ist es Won't get fooled again.
- Es gibt ein gleichnamiges Computerspiel zur Serie.
- Der Rapper Xzibit hat in der Folge Tödliche Reime einen Gastauftritt.
- Der Skateboarder Tony Hawk hat einen Gastauftritt in der Folge Game Over als Jake Sullivan.
- Rory Cochrane (Tim Speedle) stirbt in der Auftaktfolge zur dritten Staffel den Serientod. Er wollte mehr Zeit in Filmprojekte investieren und sah sich nach zwei Jahren durch die Strapazen einer nahezu wöchentlich ausgestrahlten Serie überfordert.
- Bei der US-Erstausstrahlung des Crossovers der vierten Staffel (siehe Außergewöhnliche Episoden) kam es zu einer Weltpremiere: Zu Beginn beider Folgen wurde das Lied Hung Up von Pop-Sängerin Madonna noch vor der eigentlichen Veröffentlichung gespielt.
- In nahezu jeder Folge sind technische Markengeräte großer Firmen in Großaufnahme zu sehen (unter anderem Apple, Dell und HP). Außerdem wird das gesamte CSI-Team mit Fahrzeugen der Marke Hummer ausgestattet, Modell Hummer H2.
- Raymond Caine jr. wurde insgesamt von drei verschiedenen Nachwuchsschauspielern gespielt. In der 5. Staffel spielt Carter Jenkins, der vorher bereits einen Gastauftritt in CSI:NY (Folge 1.11, Unter Strom) hatte, den Neffen Horatio Caines.
- Die visuellen Stilmittel sind eine typische Eigenschaft von CSI: Miami: Jede Staffel hatte eine spezifische farbliche Abstimmung (z. B. Staffel 3 gelb, Staffel 4 orange), welche sich vor allem in der Koloration des TV-Bildes und der Farbgebung der Landschaft widerspiegelte. Dieses strenge Grundkonzept wurde in den neueren Staffeln gelockert, nun stehen generell die luminösen Farben Miamis und des Sonnenstaates Florida im Mittelpunkt. In nahezu jeder Szene ist ein farblicher Kontrast zwischen blau, orange, gelb oder grün zu sehen. Außerdem können durch die seit der Staffel 4 vermehrt eingesetzten Splitscreens verschiedene Kamerawinkel oder Tätigkeiten in einer Sequenz zusammengefasst werden. Ein weiteres Stilmittel sind die Luftaufnahmen von Miami bzw. wichtigen Handlungsorten zwischen einzelnen Szenen.
- Das Miami-Dade Police Department (mit der charakteristischen gerundeten Fassade) ist in Wirklichkeit das Gebäude der Sky One Federal Credit Union, 14600 Aviation Blvd., Hawthorne (Kalifornien).[19]
- In der Folge 18 der 5. Staffel (Drei sind einem zu viel) spielte Colin Ferguson (Hauptdarsteller in der US-Serie Eureka – Die geheime Stadt) eine Doppelrolle, ebenso spielte Leslie Bibb, bekannt als Det. Lu Simmons aus Crossing Jordan, Drillinge.
- Jonathan Togo (Ryan Wolfe) hätte gerne eine andere deutsche Synchronstimme. Er hat sich diesbezüglich schon erfolglos beschwert.
- Die Serie hat kein geplantes Serienfinale, sondern nur ein einfaches Staffelfinale, da der ausstrahlende Fernsehsender CBS die Absetzung der Serie erst im Mai 2012 bekannt gab, die letzte Folge jedoch bereits am 8. April 2012 gesendet wurde.